# Freiburgi főegyházmegye
A Freiburgi főegyházmegye (latinul: Archidioecesis Friburgensis, németül: Erzbistum Freiburg) egy németországi római katolikus egyházmegye. Baden-Württemberg nyugati részén fekszik, területe mintegy 16 229 km², itt közel kétmillió katolikus hívő él. Érseki székhelye Freiburg im Breisgauban található, székesegyháza a freiburgi Miasszonyunk-székesegyház.
Jelenlegi főpásztora Stephan Burger érsek.
Az érsekség suffragáneusai a Mainzi egyházmegye és a Rottenburg-Stuttgarti egyházmegye.

## Története

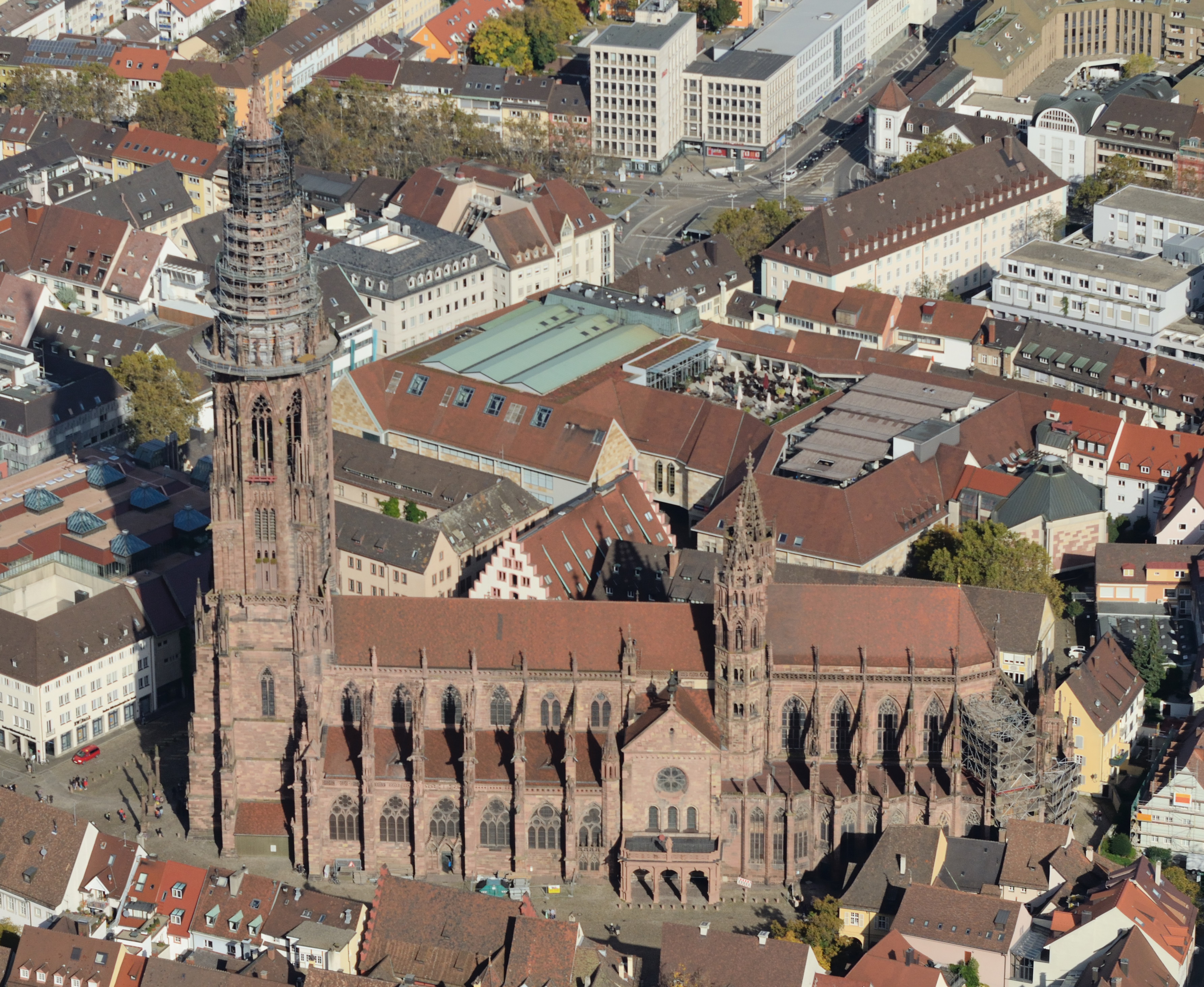
A Miasszonyunk Székesegyház Freiburg belvárosában

VII. Piusz pápa 1821-ben Provida solersque kezdetű bullájával rendezte az egykori Német-római Birodalom területén lévő egyházmegyék sorsát. Ebben alapította meg a pápa a Freiburgi főegyházmegyét, javarészt az egykori Konstanzi püspökség területéből. Mainz és Rottenburg mellett a Limburgi és a Fuldai egyházmegyét is az új érsekség alá rendelték, ám utóbbi kettőt az 1929-es porosz konkordátummal elcsatolták. Az alapítás után az új főpásztor kiválasztása nagy vitákat váltott ki, végül hat év után, 1827-ben nevezték ki érsekké Bernhard Boll ciszterci szerzetest. A kulturkampf időszakában az egyházmegye területén is elmérgesedett a viszony a világi hatalom és a katolikus egyház között. Ennek tetőpontja Hermann von Vicari érsek halála után következett be, amikor a Badeni Nagyhercegség megakadályozta újabb érsek kinevezését, így az egyházmegye 1868 és 1881 között főpásztor nélkül maradt. Ez időre Lothar von Kübel segédpüspököt nevezte ki apostoli kormányzónak IX. Piusz pápa.

## Az egyházmegye püspökei
- Bernhard Boll O.Cist. (1827-1836)
- Ignaz Anton Demeter (1836-1842)
- Hermann von Vicari (1842-1868)
- sede vacante (1868-1881)
- Johann Baptist Orbin (1882-1886)
- Johannes Christian Roos (1886-1896)
- Georg Ignaz Komp (1896-1898)
- Thomas Nörber (1898-1920)
- Karl Fritz (1920-1931)
- Conrad Gröber (1932-1948)
- Wendelin Rauch (1948-1954)
- Eugen Seiterich (1954-1958)
- Hermann Schäufele (1958-1977)
- Oskar Saier (1978-2002)
- Robert Zollitsch (2003-2013)
- Stephan Burger (2014- )

## Szomszédos egyházmegyék
- Strasbourgi főegyházmegye (nyugat)
- Speyeri egyházmegye (észak)
- Mainzi egyházmegye (észak)
- Würzburgi egyházmegye (északkelet)
- Rottenburg-Stuttgarti egyházmegye (északkelet)
- Churi egyházmegye (délkelet)
- Bázeli egyházmegye (dél)[1]